# Sporniak (gmina Konopnica)
Sporniak (dawniej Sporniak Motycki) – wieś w Polsce położona w województwie lubelskim, w powiecie lubelskim, w gminie Konopnica.
Kompleksy leśne stanowią bazę dla wypoczynku weekendowego i codziennego mieszkańców miasta Lublina i okolicznych wsi.
W latach 1975–1998 miejscowość należała administracyjnie do województwa lubelskiego.
Wieś stanowi sołectwo gminy Konopnica. Według Narodowego Spisu Powszechnego z roku 2011 wieś liczyła 249 mieszkańców.
Wierni Kościoła rzymskokatolickiego należą do parafii Matki Bożej Anielskiej w Motyczu.

## Zabytki
- krzyż z pasyjką
- drewniana zagroda (dom – 1920, obora – 1925)
- dwa drewniane domy (1914 i 1920)